# Jacques (chocolat)
Pour les articles homonymes, voir Jacques.
Le Chocolat Jacques est une marque belge de chocolat fabriqué à Bruges. Originellement, il était fabriqué par la chocolaterie Jacques, une entreprise belge fondée en 1896 par Antoine Jacques et située à Eupen dans l'est de la province de Liège. 
Elle inventa et lança le bâton de chocolat dont le brevet fut déposé en 1936. Ce bâton de chocolat formé de six morceaux détachables est encore à ce jour le produit le plus connu de la marque. Il est composé de chocolat au lait fourré d'une des sept variétés suivantes : moka-rhum, banane, trois fruits, praliné 100, praliné croquant, biscuité 100, lait noisettes entières. Le huitième bâton se compose de chocolat noir fourré de biscuité cappuccino fondant.

## Historique
Antoine Jacques né à Deigné, à l'époque une commune de Louveigné, en 1858. Devenu pâtissier à Verviers, il s'associe en 1890 avec Jean Joseph Hardy. Ensemble, ils ouvrent une première chocolaterie au no 35 de la rue des Fabriques à Verviers. Ils produisent aussi le pain d’épices de Verviers. Six ans plus tard, Antoine Jacques décide de créer son entreprise de fabrique de chocolat seul, dans la même rue des Fabriques, bien qu'à cette époque, la ville de Verviers comptait déjà plusieurs chocolateries. La production cesse durant la période de la première Guerre Mondiale (1914-1918) En 1920, alors que sa chocolaterie est en plein essor, Antoine Jacques crée la société anonyme Chocolaterie Jacques en s'associant avec le Verviétois William Zurstrassen. Le siège d'exploitation est transféré à Eupen en 1923, le siège social restant à Verviers. Le chocolatier décède le 10 février 1929 à l'âge de 71 ans.  La première commercialisation du bâton en chocolat inventé par le chocolatier voit donc le jour après la mort de son créateur, en 1931. Cinq années plus tard, un brevet pour le bâton de chocolat divisible en six morceaux facilement détachables est déposé. L'année suivante le logo Le chevalier Jacques  est inventé. Pendant la Seconde Guerre mondiale, l'usine située à Eupen est d'abord mise sous séquestre par l'autorité allemande, avant que cette dernière stoppe la production jusqu'en 1945. En 1963, le Label label "1.000.000 de bâtons par jour" est déposé.  En 1976, puis en 1982, la chocolaterie rejoint successivement Continental Food - Continental Sweets et le groupe allemand Stollwerck-Sprengel. Par la suite, une nouvelle unité de production voit le jour en 1987, et en 1994 est inaugurée le musée du chocolat à Eupen. La même année, l'usine dans le zoning industriel d'Eupen s'agrandit. L'année de 2001 est marquée par l'engagement de la Chocolaterie Jacques à n'utiliser que du beurre de cacao et aucune graisse végétale dans la fabrication de ses chocolats. En 2002, l'entreprise rejoint le groupe suisse Barry Callebaut (par l'acquisition de Stollwerck). Le rapprochement commercial entre Barry Callebaut et la société espagnole Natra, en 2009 contraint la délocalisation du département chocolat liquide. Enfin, le groupe belge Baronie reprend Stollwerck dont Jacques en 2011.
En octobre 2018, le conseil d'entreprise annonce la fermeture de l'usine d'Eupen programmée pour mai 2019. Fin avril 2019, la fermeture définitive est programmée pour le 17 mai, entraînant la fermeture du musée du chocolat qui y était installé. La marque continue toutefois à être produite à Bruges.

## Chromos et albums
Pendant une bonne partie du XXe siècle, les chocolats Jacques contenaient dans leur emballage un chromo à coller dans un des albums édités par la chocolaterie. Les premiers chromos représentaient des dessins. Ensuite des photographies furent éditées. Les thèmes des albums étaient variés comme les transports (trains, voitures), la famille royale belge, le Congo belge ou la géographie de la Belgique.
Les collectionneurs de ces anciens chromos et albums Jacques sont encore nombreux aujourd'hui.

## Sources et liens externes
- Site officiel de Chocolat Jacques
- http://lemondedeschocolateriesbelges
- la geniale aventure d'Antoine Jacques